# Worth (condado de Woodford, Illinois)
Worth está situado no Condado de Woodford, Illinois. De acordo com o censo de 2010, sua população era de 8.741 pessoas e continha 3.212 unidades habitacionais.

## Geografia
De acordo com o censo de 2010, a cidade tem uma área total de 36.24 sq mi (93.9 km2), dos quais 36.19 sq mi (93.7 km2) é terra e 0.05 sq mi (0.13 km2) é água.